# Jacques Hébert (homme politique, 1920-2018)
Pour les articles homonymes, voir Jacques Hébert et Hébert.
Jacques Hébert, né le 8 août 1920 à Falaise, ville où il est mort le 15 février 2018, est un militaire, médecin et homme politique français. Il est fait Compagnon de la Libération le 16 octobre 1945, le même jour que son frère Bernard Hébert.

## Biographie
Jacques Hébert est le fils de l'industriel Pierre Hébert.
Il commence des études de médecine en 1940, mais les interrompt alors qu'il décide de rejoindre le général de Gaulle à Londres sitôt qu'il entend l'appel du 18 juin. Il embarque avec son frère Bernard — qui sera maire de Verson —, sur le bâtiment polonais Batory, puis s'engage dans les Forces françaises libres (FFL).
Avec la Compagnie de chars de la France libre, il participe alors à plusieurs opérations en Afrique (Dakar, Cameroun, Gabon, Libye, El Alamein, Tunisie) et en Syrie puis intègre la 2e division blindée. Lieutenant, il débarque sur les plages normandes le 2 août 1944 et participe alors à la bataille de Normandie, comme officier de transmissions, aux Libérations de Paris et de Strasbourg, puis combat en Allemagne jusqu'au bunker d'Adolf Hitler à Berchtesgaden, où il est blessé.
Après avoir quitté l'armée en juin 1946, il reprend ses études de médecine. Après avoir soutenu une thèse d'exercice intitulée De l'origine congénitale du rétrécissement aortique, il devient médecin-chef du Centre interprofessionnel de médecine du travail de Cherbourg. C'est dans cette ville qu'il entame une carrière politique sous l'étiquette gaulliste, succédant à René Schmitt comme maire et député.
Il laisse le combat des législatives de 1973 à son adjoint Charles Dumoncel, lequel perd face au socialiste Louis Darinot. Ce dernier lui succède également comme maire en 1977.
Jacques Hébert meurt le 15 février 2018 à l’âge de 97 ans,.

## Mandats et fonctions

### Mandats électifs
Mandats nationaux
- Député de la 5e circonscription de la Manche
  - 18 novembre 1962 - 2 avril 1967 (UNR)
  - 5 mars 1967 - 30 mai 1968 (UDVe)
  - 23 juin 1968 - 1er avril 1973 (UDR)

Mandats locaux
- 1959 - 1977 : maire de Cherbourg
- 1970 - 1977 : président de la Communauté urbaine de Cherbourg

## Distinctions
- Grand officier de la Légion d'honneur
- Compagnon de la Libération par décret du 16 octobre 1945[2]
- Croix de guerre 1939–1945  (4 citations)
- Médaille coloniale avec agrafes "Libye", "Tunisie"
- Médaille commémorative française de la guerre 1939–1945
- Médaille commémorative des services volontaires dans la France libre
- Presidential Unit Citation
- Officier du Nichan Iftikhar

## Œuvre
- Des hommes libres, Cabourg, Les Cahiers du temps, 2015, 243 p. (ISBN 978-2-35507-072-3, BNF 44257141)